# Luleå

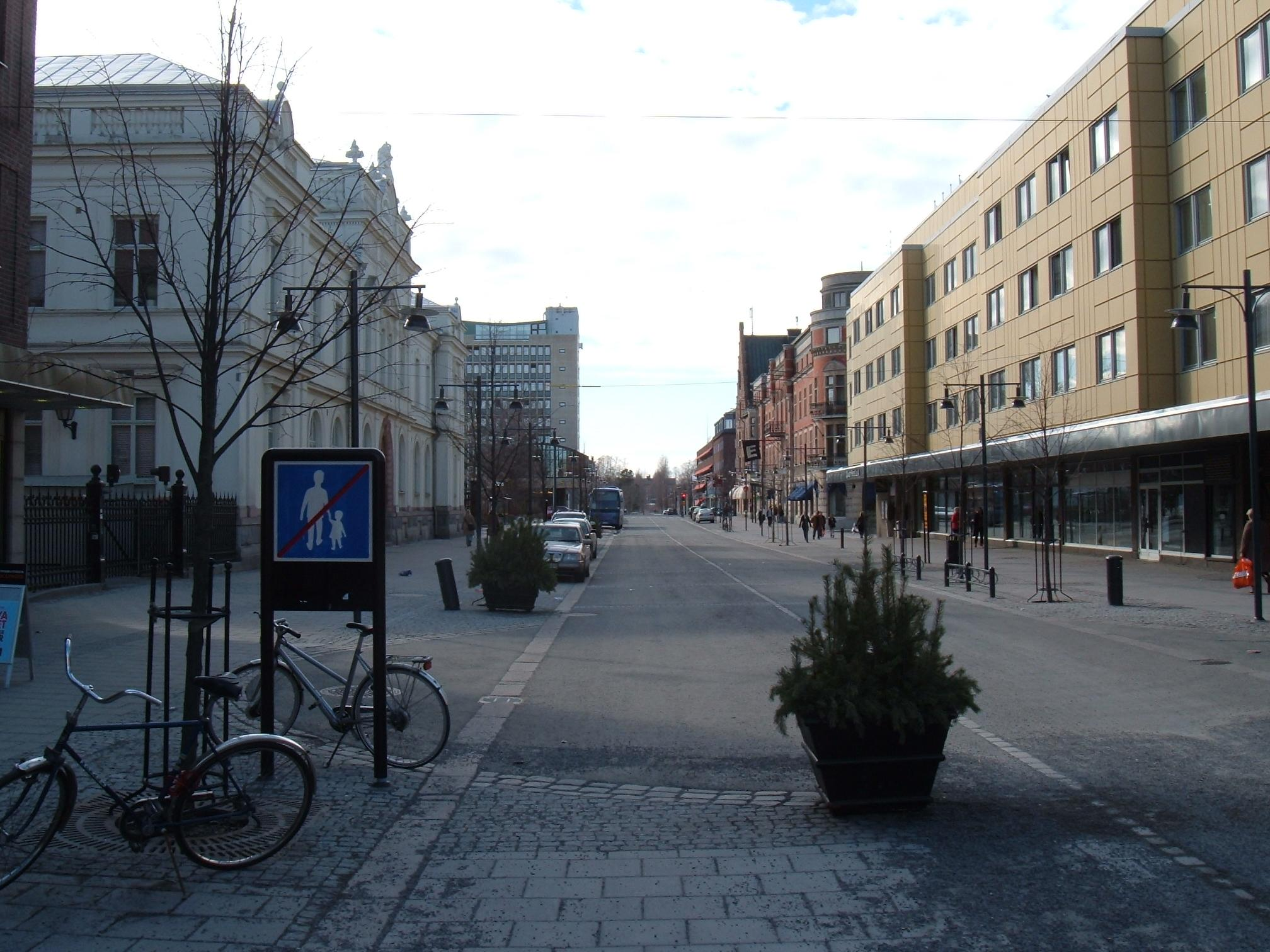
Storgatan a Luleå

Luleå (en sami de Lule: Luleju; en finès: Luulaja) és una ciutat situada a la costa del nord de Suècia, la capital del Comtat de Norrbotten, que és el més septentrional de Suècia. Luleå té uns 75.000 habitants i és el centre administratiu del Municipi de Luleå (amb una població total de 76.770 habitants).
Luleå té el setè port de mercaderies més gran de Suècia. Té una gran indústria siderúrgica i és un centre de recerca extensiva. La Universitat Tecnològica de Luleå és una de les tres universitats tecnològiques de Suècia (les altres dues són el Reial Institut de Tecnologia a Estocolm i Universitat Tecnològica de Chalmers a Göteborg) i la universitat més septentrional de Suècia.

## Història
Luleå ja tenia un port important entre els segles XIII i XV. La carta reial de la ciutat va ser concedida el 1621 pel rei Gustau Adolf de Suècia. La ciutat original estava situada on avui es troba Gammelstad (nucli antic). La ciutat va haver de ser traslladada el 1649 a la seva localització actual, ja que l'ajustament postglacial havia fet que la badia no fos prou profunda perquè hi entressin vaixells.
El poble església de Gammelstad està declarat Patrimoni de la Humanitat per la UNESCO.
El 1805 Luleå només tenia 947 habitants, però el 1865 la ciutat va substituir a Piteå com la ciutat del Comtat de Norrbotten i aleshores ja tenia al voltant de 1400 residents. A la dècada de 1860, les indústries també van començar a arrelar a la ciutat.
La ciutat va patir diversos incendis: al 1653, al 1657, al 1887, i al 1887, l'últim dels quals va ser un incendi devastador que va destruir la major part de la ciutat, salvant-se només alguns edificis. La catedral neogòtica (originalment l'església d'Oscar Fredrik), consagrada el 1893, de 67 m d'alçada, és l'edifici més alt de la ciutat.

## Geografia
La ciutat de Luleå està situada a la península on la badia de Lule es troba amb el golf de Bòtnia; la badia s'estreny cap al nord-oest i es converteix en el riu Lule, el qual permet el transport marítim a través del comtat. La ubicació de la ciutat a la península de Svartöstaden feia necessària una expansió, de manera que una gran part de l'àrea sobre la qual s'assenta (uns 2.110 quilòmetres quadrats) s'ha guanyat expandint-se cap al mar. Luleå també posseeix zones urbanes construïdes a l'illa de Hertsön, el que fa que, gràcies a la seva situació, sigui la setena illa més poblada de Suècia.
El port de Luleå, que és el cinquè port més gran de Suècia en transportar engir a 7 milions de tones de càrrega cada any, és de particular importància a causa del mineral de ferro extret per l'empresa LKAB a les mines de Kiruna i Gällivare/Malmberget. Durant els mesos d'hivern, el tràfic marítim continua al mateix ritme gràcies als trencaglaç de la marina sueca, que tenen la seva seu central a Luleå.
L'arxipèlag de Luleå està format per unes 700 illes; i s'estén fins al límit entre els comtats de Norrbotten i Västerbotten, així com fins a la frontera amb Finlàndia. Diverses expedicions arqueològiques han descobert una sèrie de laberints que van ser probablement utilitzats per a rituals agrícoles. D'entre els 300 laberints que aproximadament comparteixen el mateix patró al món, 100 es troben a les illes de Luleå.

### Clima
Luleå té un clima subàrtic (Köppen: Dfc) que limita a un clima continental (Köppen: Dfb) amb estius curts, de suaus a càlids i hiverns llargs, freds i innivats.
A causa del Corrent del Golf, Luleå té un clima més càlid que altres ciutats de la mateixa latitud i fins i tot que algunes situades més al sud del Canadà, Alaska, el nord-est de la Xina i Sibèria. Durant l'estiu, els mesos de juny i juliol, la temperatura a Luleå pot pujar uns dies a uns 30 graus centígrads. Els estius són molt brillants, amb un crepuscle marginal que és l'únic durant el solstici d'estiu.

## Economia
Les bases de l'economia de Luleå són una còctel d'indústria, investigació, educació, comerç i serveis. Els diversos programes i cursos de la Universitat Tecnològica de Luleå han atret aquests últims anys nombroses companyies multinacionals, que instal·len les seves oficines a prop de la facultat, així com estudiants d'arreu del món que mitjançant el programa Erasmus van a estudiar a la ciutat.
La font de treball principal de la ciutat prové de la indústria siderúrgica SSAB i de la Universitat Tecnològica de Luleå. Altres companyies importants són Ferruform (una subsidiària de Scania) i Gestamp HardTech. (Un avió F21 de la Força Aèria Sueca es troba exposat a les rodalies de l'aeroport de la ciutat i es pot veure des de la carretera en entrar-hi o sortir-ne.

### Indústria TI
La indústria de les Tecnologies de la informació a Luleå dona feina a unes 200 persones (2008). Luleå ha estat seu d'importants avenços i fites tecnològiques: 
- La primera trucada GSM (1989)
- L'estàndard VDSL (2000-2007)
- Els protocols de ràdio - RDS, DAB,[2] DARC (1992-1997)
- L'algoritme Luleå per enrutament (1997)
- Living Labs - Servei europeu líder en banc de proves amb 6000 usuaris (2001)
- Capa de transport en HDTV per a telefonia (1996)
- Programari GPS en telèfons mòbils (2005-)
- OFDM - La base per 4G (1990-2006)
- Marratech - Programari pioner en tecnologia per a videoconferències via internet (1998-) - adquirit per Google, llançant al novembre de 2008 el suport per video-xat a Gmail
- Projecte Arena, tecnologies de la informació en l'esport - sensors, dispositius portàtils de vídeo sense cables (1999-2002)
- Projecte Estreet - Primer experiment de màrqueting mòbil a gran escala (2000)

#### Expansió de Facebook a Luleå
El nou centre informàtic europeu de Luleå és la primera inversió de Facebook fora dels Estats Units. Alguns dels motius pels quals Facebook esculli Luleå són el refredament natural a causa del clima, l'electricitat barata, les xarxes elèctriques fiables i l'energia neta. El centre informàtic és el més gran d'Europa, amb 84.000 km², que és comparable a 11 camps de futbol.
El centre informàtic processarà grans quantitats de dades a través de milers d'ordinadors que funcionen com un de sol. L'establiment de Facebook a Luleå també ha fet que altres empreses s'adonin del potencial d'establir-se a Luleå. L'efecte positiu també s'ha observat a la universitat on la taxa de sol·licituds ha augmentat amb un 18%: el Parc de Ciències Luleå també ha tingut un augment amb un 25% de noves empreses establertes.